# Arthoniales
Arthoniales é uma ordem de fungos pertencente à classe Arthoniomycetes do filo Ascomycota. A maioria das espécies integradas neste taxon ocorre sob a forma de fungos liquenizados.

## Taxonomia
A integração da família Melaspileaceae nesta ordem é incerta. Múltiplos géneros estão consicerados como em incertae sedis, não tendo sido atribuídos com suficiente certeza a qualquer das famílias actualmente reconhecidas. Entre esses géneros contam-se:
- Arthophacopsis
- Catarraphia
- Hormosphaeria
- Llimonaea
- Nipholepis
- Perigrapha
- Pulvinodecton
- Sipmania
- Synarthonia
- Tarbertia
- Trichophyma
- Tylophorella
- Wegea